# 水本夏絵
水本 夏絵（みずもと なつえ、1987年9月25日 - ）は日本のシンガーソングライター。熊本県に生まれ、2009年ごろから転校生としてソロで活動を開始。2012年に唯一のアルバム『転校生』を発表後、2013年に活動休止。2016年に水本夏絵名義で活動を一時再開させた後、2023年より転校生名義でVTuberとして活動を再開する旨を発表した。

## 来歴

### 1987年 - 2008年ごろ：「転校生」になるまで
1987年9月25日に熊本県で、フィリピン人の母と日本人の父の間に生まれ、金峰山の近くの市街地外れに育った。幼少時は引っ込み思案でおとなしく、友達とも馴染めず、中学のころには学校を休みがちになっていた。
元々歌うことは好きだったが、音楽は流行りのJ-Popを聞く程度で、兄の影響もありテレビゲームのほうが好きだった。音楽に向かう転機となったのは、中学2年生のころにaikoの『夏服』に出会ったことであり、それまで聴いてきた「J-Pop」とは違うこういう音楽もあるのかと感じたと2012年ごろに語っている。
高校にも馴染めず2年生のときに中退。その後、aikoのライヴDVDを見ているときにバンドという選択肢に思い至り、ヴォーカルを募集していた同世代のバンドに加入、ギター・ヴォーカルとしてライヴ・ハウスDjangoでGO!GO!7188や椎名林檎のカバーを演奏するようになった。音楽という共通点のあるバンド仲間とは気楽に過ごせたが、結局は人間関係をうまく築くことができず、バンドを組んでは解散を10回ほど繰り返した。
初めてオリジナル曲を演奏したのは20歳のころに組んでいたバンドで、そのバンドのメンバーらと東京に移住して共同生活することになったが、その後半年ほどで解散し、ひとり熊本に帰郷。その時の挫折感は大きかったと語っている。

### 2009年ごろ - 2013年：ソロ・プロジェクト「転校生」
しかしそれまでやってきたことが忘れられず、打ち込みのできるキーボードを買って初めて自分だけで曲を作り、ソロでのライブ活動を開始。当初は「#00FFFF」という名前で活動していたが、「転校生ぽいキャラ」だと言われ「幼いころから感じていた疎外感や孤独感のような思いがこの三文字に詰め込まれているように感じ」たため、2009年ごろ「転校生」に名前を改める。このころにはプロになることを一旦諦めかけていたが、MySpaceに音源をアップロードしたところEASELからライヴ出演とCD制作の誘いを受け、熊本から埼玉に活動の拠点を移すこととなる。
2012年5月2日に唯一のアルバムである『転校生』を発表。この際のキャッチ・コピーは「わたしの音楽がひつじなら、わたし自身はオオカミだ」であった。また、翌2013年の3月から4月にかけて、主題歌「爆音ヘッドフォン」を担当した映画『暗闇から手をのばせ』 (戸田幸宏監督) と、原案と主題歌を担当した短編映画『救済』 (内藤瑛亮監督) が公開された。
同年、9月18日のシングル「コモンガール / X」の発表と9月27日のワンマン・ライブ『登校拒否』 (Shibuya O-nest) の後、休学 (活動休止) 。

### 2016年以降
2016年2月27日にそれでも世界が続くならをバックバンドに迎えイベントに主演し、活動を再開。2018年には、枝優花監督の映画『少女邂逅』への主題歌と劇中歌を提供した。
その後2023年5月には、数年前から機能性発声障害を発症していたことを公表し、当面の間VTuberとして活動しながら音楽活動の再開を目指す旨を発表した。

## 音楽性に関する発言
自分の音楽には基本的に怒りがこもっていると述べている。それでいながら「ソフトでポップ」な音楽に辿り着いたのはなぜかとの問いには、「シンプルなものが好きで、隙間というか、雰囲気を一番重視してるんですけど、その理想を求めたらこういう音楽になったというだけ」だと答え、「おしゃれな感じ」は避けたいのに「おしゃれ」だと言われてしまうと嘆いている。また、ネガティブなだけの表現ではつまらないので、暗い歌詞にたいして曲はポップにしているという。
他のアーティストについて、Lily Chou-Chou、SUPERCAR、シガー・ロスなど「ちょっとポストロックっぽい感じのもの」が好きだが、自分はポップなものがやりたいので、その点ではaikoや安藤裕子が好きであると述べている。また、ニコニコ動画などからの影響について問われた際には、初音ミクを使用した楽曲に共通する雰囲気には影響を受けているだろうと答えている。原田知恵や富田靖子、薬師丸ひろ子といった80年代アイドル (角川映画) とのイメージ的な類似性については、そもそも原田や角川を知らないという。

## 評価
能年玲奈 (現のん)、夢眠ねむ (でんぱ組 inc.)、 西浦謙助 (相対性理論) らが好きなアーティストとして挙げている。『転校生』発表時には、夢眠、西浦のほかキリンジの掘込兄弟などもコメントを寄せており、堀込高樹は「ソフトだけどヘヴィな、ダークだけどスウィートな音楽」だと評している。

## ディスコグラフィー
シングルは省略する。
| タイトル | 発表日       | レーベル (カタログNo.) | 収録トラック |
| -------- | ------------ | ---------------------- | --- |
| 転校生   | 2012年5月2日 | EASEL (EASL-0011)      | 全作詞作曲：水本夏絵 (†は、塚本亮と共作) 1. 空中のダンス 2. 人間関係地獄絵図 3. 東京シティ† 4. エンド・ロール 5. ほうかご 6. 家賃を払って 7. ドコカラカ 8. 傘 9. パラレルワールド 10. きみにまほうをかけました† |